# Tárkány
Tárkány is een plaats (község) en gemeente in het Hongaarse comitaat Komárom-Esztergom. Tárkány telt 1444 inwoners (2015).
De plaats had verschillende nederzetting, zoals Major, Mihályháza, Ölbő, Parragh en Vasdinnye-puszta.
De rooms-katholieke kerk werd gebouwd in 1734 en de gereformeerde kerk in 1800.